# Club de Deportes Puerto Montt
Il Club de Deportes Puerto Montt è una società calcistica cilena, con sede a Puerto Montt. Milita nella Segunda División (Cile).

## Storia
Fondato nel 1983, non ha mai vinto trofei nazionali.

## Rosa della stagione 2025
| N. |                      | Ruolo | Calciatore          |
| -- | -------------------- | ----- | ------------------- |
| 1  | Cile (bandiera)      | P     | Cristian Fuentes    |
| 2  | Cile (bandiera)      | D     | Jorge Catejo        |
| 3  | Cile (bandiera)      | D     | Juan Pablo Andrade  |
| 4  | Cile (bandiera)      | D     | Maximiliano Riveros |
| 5  | Cile (bandiera)      | D     | Francisco Calisto   |
| 6  | Cile (bandiera)      | C     | Danilo Díaz         |
| 8  | Cile (bandiera)      | C     | Brayan Troncoso     |
| 9  | Argentina (bandiera) | A     | Luciano Vásquez     |
| 10 | Cile (bandiera)      | C     | Cristóbal Vargas    |
| 11 | Cile (bandiera)      | A     | Juan Arias          |
| 12 | Cile (bandiera)      | C     | Leonardo Povea      |
| 13 | Cile (bandiera)      | P     | Luis Ureta          |

| N. |                      | Ruolo | Calciatore        |
| -- | -------------------- | ----- | ----------------- |
| 14 | Cile (bandiera)      | A     | Harold Antiñirre  |
| 15 | Cile (bandiera)      | A     | Juan González     |
| 17 | Cile (bandiera)      | C     | Kevin Flores      |
| 18 | Cile (bandiera)      | C     | Eduardo Vilches   |
| 19 | Cile (bandiera)      | D     | Orlando Gutiérrez |
| 20 | Cile (bandiera)      | C     | José Pérez        |
| 21 | Cile (bandiera)      | D     | Vicente Yáñez     |
| 22 | Cile (bandiera)      | A     | Ricardo González  |
| 23 | Cile (bandiera)      | C     | Gabriel Castillo  |
| 24 | Argentina (bandiera) | A     | Jairo Vásquez     |
| 27 | Cile (bandiera)      | A     | Sebastián Torres  |
| 28 | Cile (bandiera)      | A     | Sebastián Pérez   |

## Palmarès

### Competizioni nazionali
- Primera B: 1 :2002

- Segunda División (Cile): 1

2014-2015

### Altri piazzamenti
- Copa Chile:

Semifinalista: 2010
- Primera B:

Secondo posto: 1996